# Hart (district)
Pour les articles homonymes, voir Hart.
Hart est un district non métropolitain du Hampshire, en Angleterre. Il est situé dans le nord-est du comté, à la frontière des comtés du Berkshire et du Surrey. Son nom provient de la Hart (en), un cours d'eau appartenant au bassin versant de la Tamise. Son chef-lieu est Fleet.

## Composition
Le district est composé des villes et paroisses civiles suivantes :
- Blackwater and Hawley
- Bramshill
- Church Crookham
- Crondall
- Crookham Village
- Dogmersfield
- Elvetham Heath
- Eversley
- Ewshot
- Fleet
- Greywell
- Hartley Wintney
- Heckfield
- Hook
- Long Sutton
- Mattingley
- Odiham
- Rotherwick
- South Warnborough
- Winchfield
- Yateley